# Пеляшув
Пеляшув (пол. Pielaszów) — село в Польщі, у гміні Вільчиці Сандомирського повіту Свентокшиського воєводства.
Населення — 145 осіб (2011).
У 1975-1998 роках село належало до Тарнобжезького воєводства.

## Демографія
Демографічна структура на день 31 березня 2011 року:
|          | Загалом | Допрацездатний вік | Працездатний вік | Постпрацездатний вік |
| -------- | ------- | ------------------ | ---------------- | -------------------- |
| Чоловіки | 77      | 10                 | 51               | 16                   |
| Жінки    | 68      | 4                  | 37               | 27                   |
| Разом    | 145     | 14                 | 88               | 43                   |